# Damsadel

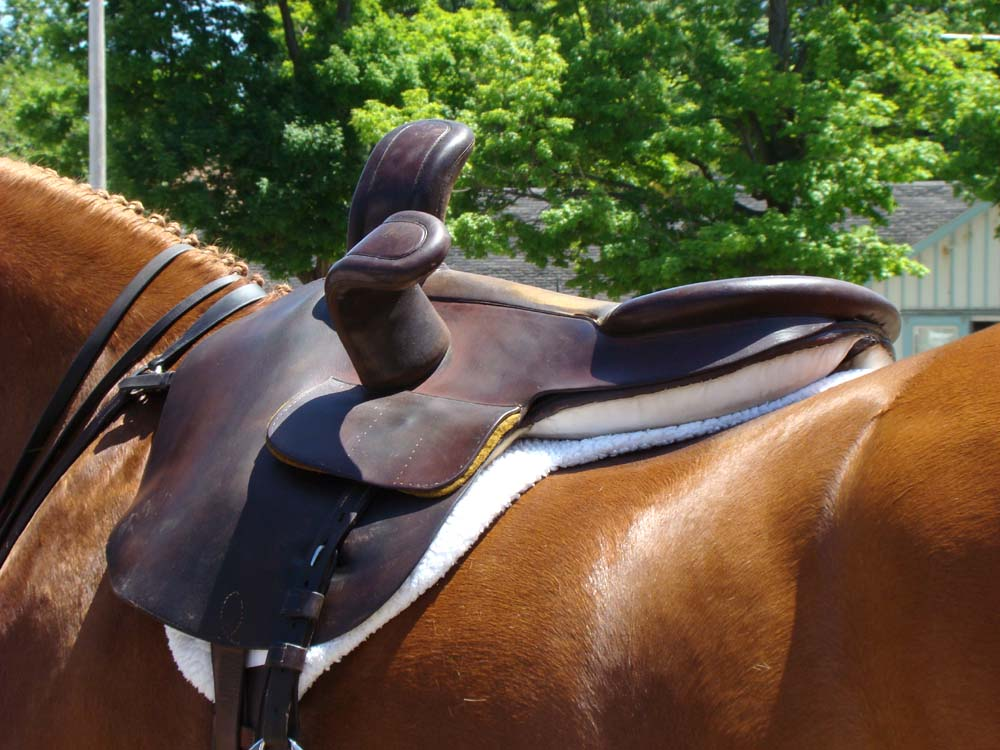
Damsadel

Damsadel är en hästsadel som är främst avsedd för kvinnor. Vid ritten läggs båda benen oftast på vänster sida om hästen, bakifrån sett. Mindre vanligt är sadlar där ryttaren sitter med benen på höger sida.

## Historik

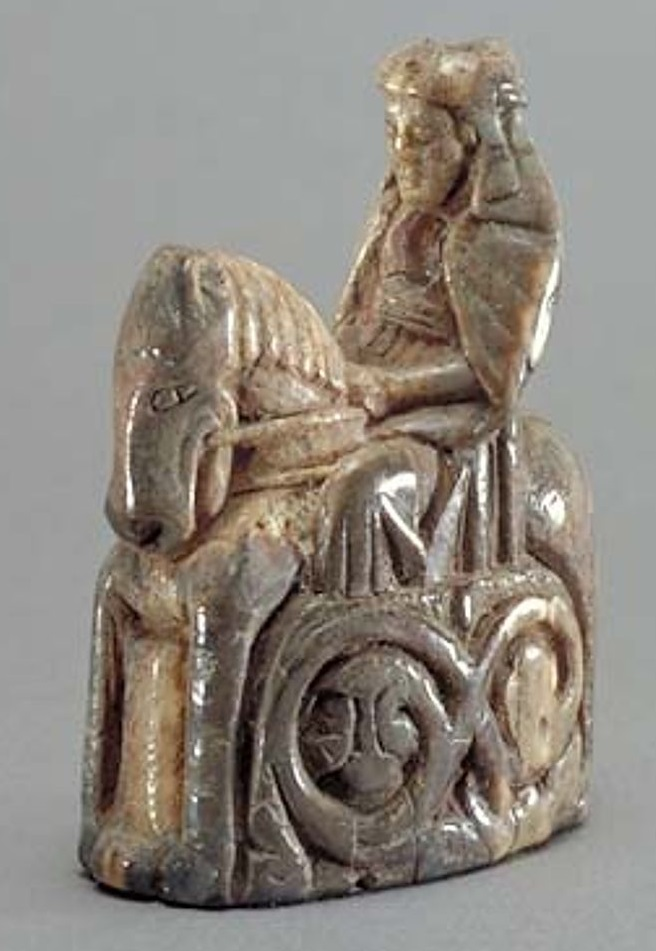
Schackpjäs från 1100-talet som avbildar en kvinna, troligen en drottning, som trots att hon bär lång kjortel rider grensle.

Under medeltiden hade damsadeln utseendet av en tvärsadel, en sadel där ryttaren satt med båda benen ihop tvärs över hästens rygg, som i en stol. Denna sadel användes främst av kvinnor med långa plagg, men även andra personer som inte kunde eller ansågs kunna rida grensle kunde använda en tvärsadel. Det är emellertid praktiskt möjligt att rida grensle även i långa plagg om de är tillräckligt vida. För barn användes tvärsadel fram till första världskriget. I en tvärsadel är det svårt att kontrollera hästen, vilket gör det nödvändigt att någon annan leder hästen.
Förr ansågs det i övreståndskretsar ovärdigt för kvinnor att bära byxor och att rida grensle, och dessutom var det inte möjligt att med bibehållen anständighet göra det med de långa kjolar som modet under lång tid föreskrev för kvinnorna. Därför red de flesta kvinnor av börd i damsadel. Från och med 1900-talets början blev det dock mer och mer accepterat att kvinnor red grensle och deltog i ridsport på samma villkor som männen. I ett nummer av den svenska tidskriften Hälsovännen från 1916 konstateras: "Som bekant rida damer nu för tiden ej med damsadel, utan som män, med byxor och lång delad kappa."  I England bibehöll man dock traditionen genom att anordna speciella tävlingsklasser för damsadel. Drottning Elizabeth av Storbritannien fick som ung lära sig rida i damsadel och red sina hästar i damsadel vid ceremoniella tillfällen, däribland vid Trooping the Colour fram till 1987, innan hon övergick till att färdas i vagn.

### Sadelns utformning
Sadeln är asymmetriskt uppbyggd för att ge ett gott stöd och underlätta för ryttaren att hitta en god balans. Sadeln är försedd med horn vilka ska ge stöd åt benen. Riktigt gamla damsadlar har endast ett horn medan sadlar från mitten av 1800-talet och framåt är försedda med två horn. Det undre hornet tillkom för att göra det möjligt för ryttaren att hoppa över hinder och såleds kunna delta i jaktritt.
Många av de sadlar som används idag är antika och tillverkade i slutet av 1800-talet eller början av 1900-talet. Innan man rider i en antik sadel ska man noga kontrollera att både bom och läder är gott skick. De sadlar som nytillverkas idag har samma utförande som de antika. 

### Nutiden
I England och i viss mån även i de länder som ingår i brittiska Samväldet förekommer det regelbundet tävlingar för ryttare i damsadel. I övriga världen är tävlingar ovanliga och ryttare i damsadel förekommer mest i samband med uppvisningar. Ridning i damsadel ingår bland annat i barockridning. Även i Sverige bevaras damsadelridsporten.

#### Damsadel som tävlingsmoment
Damsadelklasserna går i stort sett ut på samma moment som vanliga dressyrklasser där man visar upp sig framför domare som sätter poäng på uppträdande, elegans och hur hästen rör sig. Ryttaren skall visa upp ekipaget i båda varven i skritt, trav och galopp på ett väl balanserat sätt. Hästen skall gå i en trevlig form, visa rena gångarter och ge ett intryck av att vara lättriden. Hästutrustningen skall även vara hel, ren och välputsad. 
De finns de som även tävlar i banhoppning, dressyr och Westernridning , utan någon specialbehandling utan tävlar som vilken annan ryttare i klassen. 
Reglerna förespråkar även en viss slags klädsel på deltagarna. Damerna skall ha en figursydd dräkt i svart eller mörkblått och läderhandskar som är bruna eller ljusa. Svarta läderhandskar är förbjudna. Blusen skall även ha krage och antingen slips eller en plastrong som fästs med en nål eller brosch. Håret skall sättas upp i en knut med ett hårnät och korthåriga damer beordras till och med att bära en falsk hårknut. Enbart de riktigt unga deltagarna bär hjälm medan tonåringar och vuxna skall ha en ridhatt med tunt flor. De vuxna använder dock hjälm om de tävlar i banhoppning. Ryttaren har även ett ridspö som inte får vara längre än en meter och hästen går oftast betslad med pelhamstång. I många uppvisningsmoment eller tävlingsmoment använder man inte vojlockar eller schabrak under damsadeln.
Susan Oakes slog två världsrekord på National Horse Sport Arena i Dublin den 24 oktober 2013. På hästen Atlas hoppade hon först över en mur på 2,03 meter och lite senare tillsammans med hästen Oberon en trippelbarr på 1,96 meter.

#### Damsadel som uppvisningsmoment
På uppvisningar är ekipagets uppgifter och ryttarens klädsel beroende av uppvisningens tema. Det kan handla om luciaritt, barockridning, westernshow eller en rent teknisk uppvisning. Ibland har ryttarna långa klänningar med vida kjolar som sprids ut över hästarnas ryggar och schabrak under sadlarna i matchande tyg.

## Teknik

### Ritt

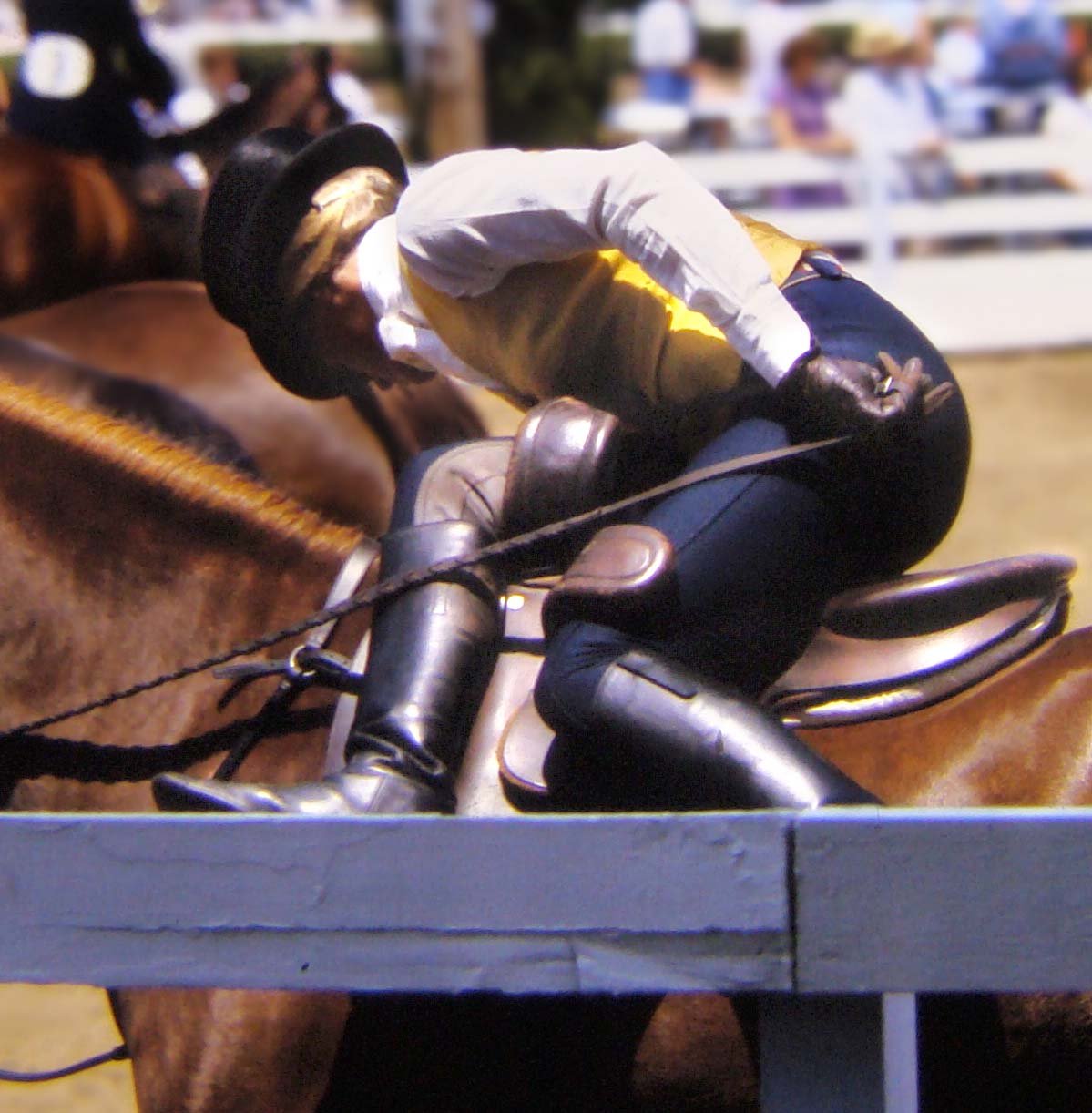
Skänklarnas placering i sadeln.

Vid ridning i damsadel ska ryttaren sitta mitt över sadeln med överlivet vridet framåt. Handen ska vara buren. Det vänstra benet ska ha ett lätt stöd mot det nedre hornet och den vänstra foten ska vila i stigbygeln med hälen nedåt. Det högra benet vilar över det övre hornet. Om tån ska peka uppåt eller nedåt är en fråga om tycke och smak. Den vänstra skänkeln används för att inverka på hästen, medan ridspöet ersätter den högra skänkeln. Av säkerhetskäl är det viktigt att ha en stigbygel som förhindrar att ryttaren fastnar vid avramling eller kullridning. Om ryttaren bär kjol utformas även den för att ryttaren inte ska fastna vid en eventuell olycka. En lösning på detta problem är ett så kallat riding apron; en ridkjol som är utformad som ett förkläde, dvs med en hel, lång framsida som döljer benen vid ridning, men med en kortare baksida.
En häst som behärskar passgång eller tölt, till exempel en islandshäst, kan kallas damhäst (tyska Damenpferd).

### Balansövning
Att rida damsadel kan också innebära en balansövning som utförs i en vanlig sadel. Man lägger då höger ben över framvalvet, ned mot vänstra sidan, precis som i en äkta damsadel. Det finns olika uppfattningar om hur man bör göra med stigbyglarna under denna övning; vissa anser att ryttaren bör släppa även vänster stigbygel för att inte fastna om ryttaren skulle bli avkastad, andra anser att stödet i den vänstra stigbygeln kan förhindra att ryttaren blir avkastad om hästen skulle börja konstra. 

## Galleri

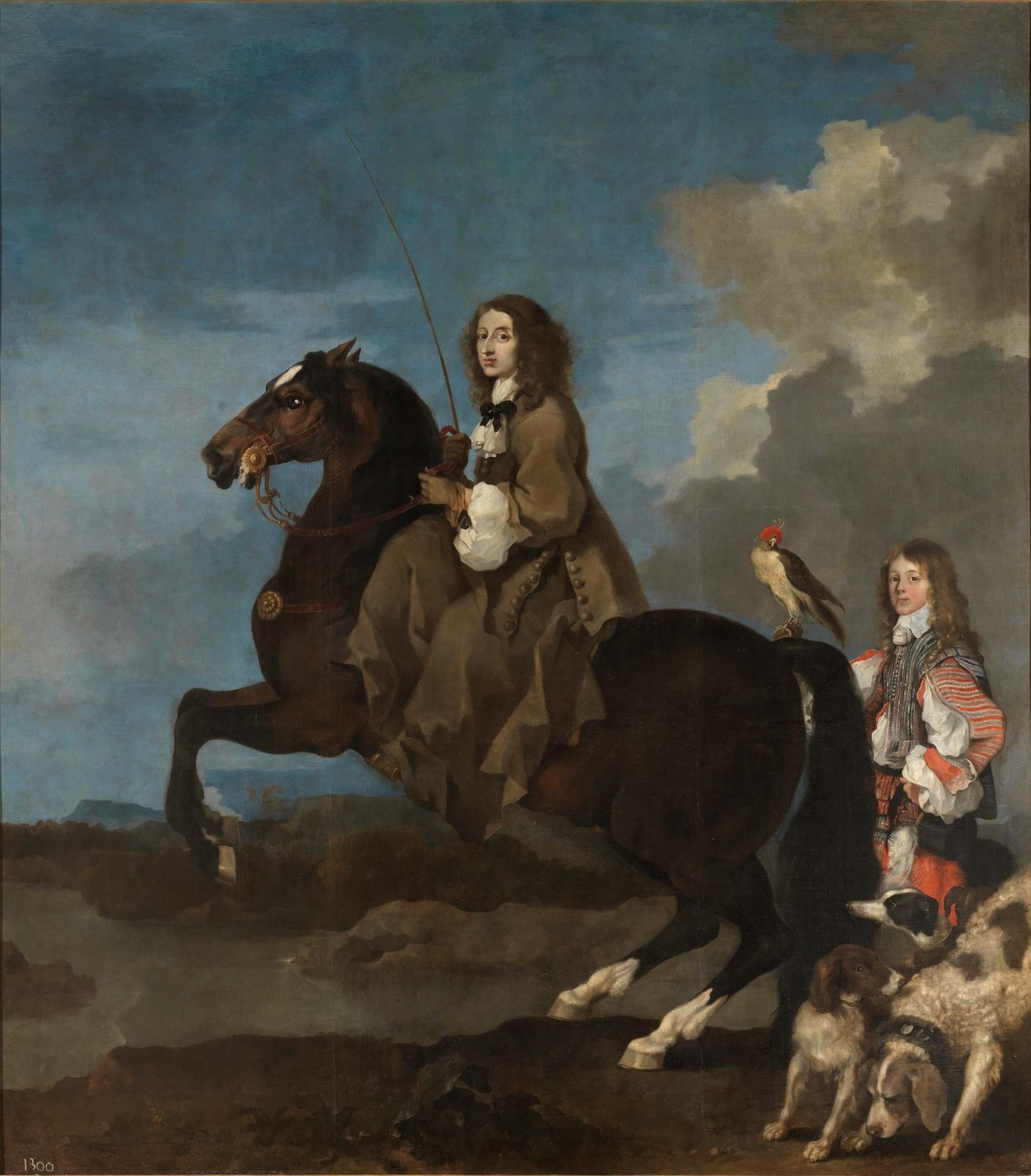
Ryttarporträtt av Drottning Kristina i damsadel och med piskan i höger hand.
1600-talsporträtt av Madame La Comtesse de Saint Geran till häst.
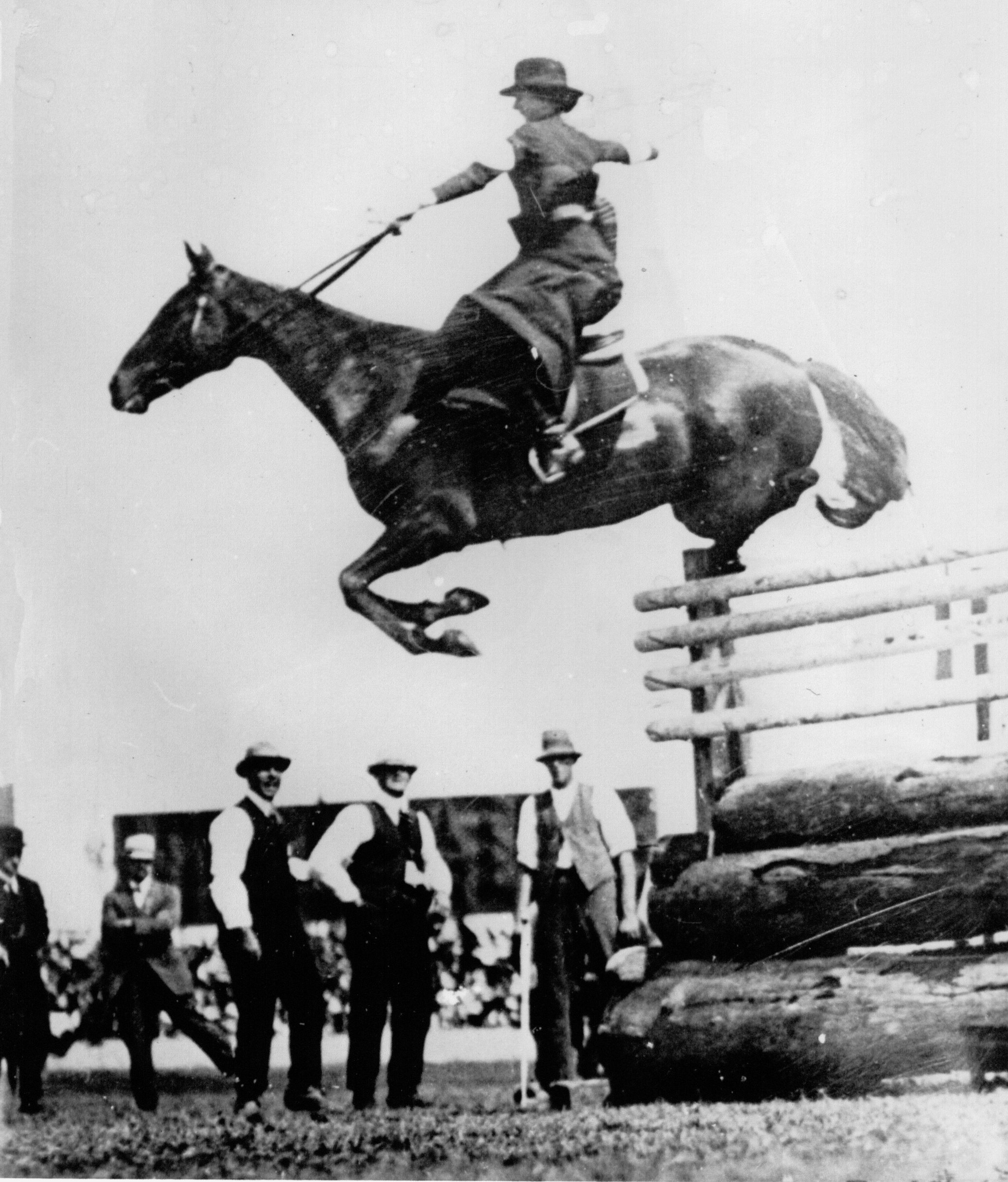
Esther Stace hoppar ett hinder på 6 fot 6 tum (198 cm) i damsadel på Sydney Royal Show 1915.
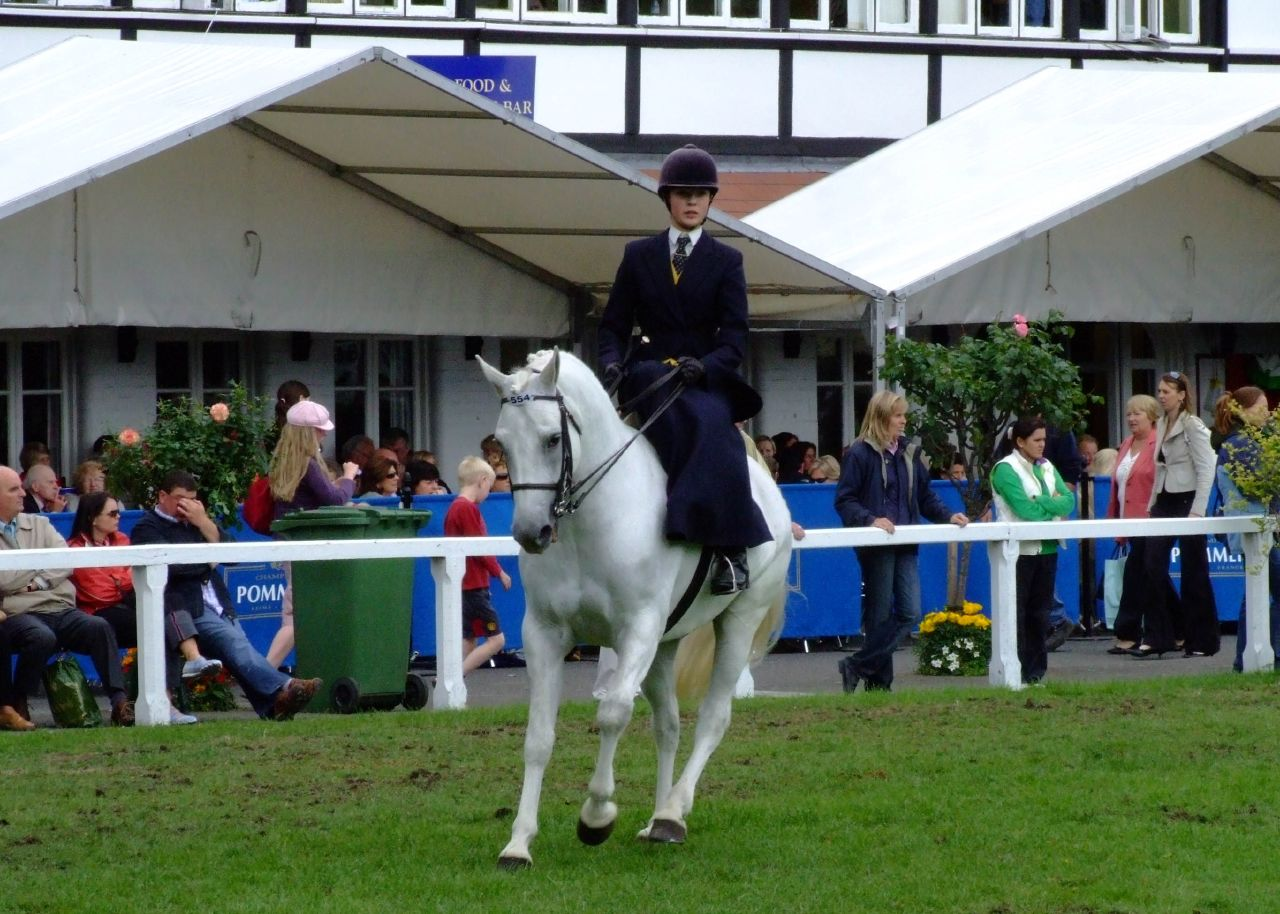
Modern riduppvisning i damsadel. Notera att spöet hålls i den högra handen för att kompensera för frånvaron av höger skänkel.
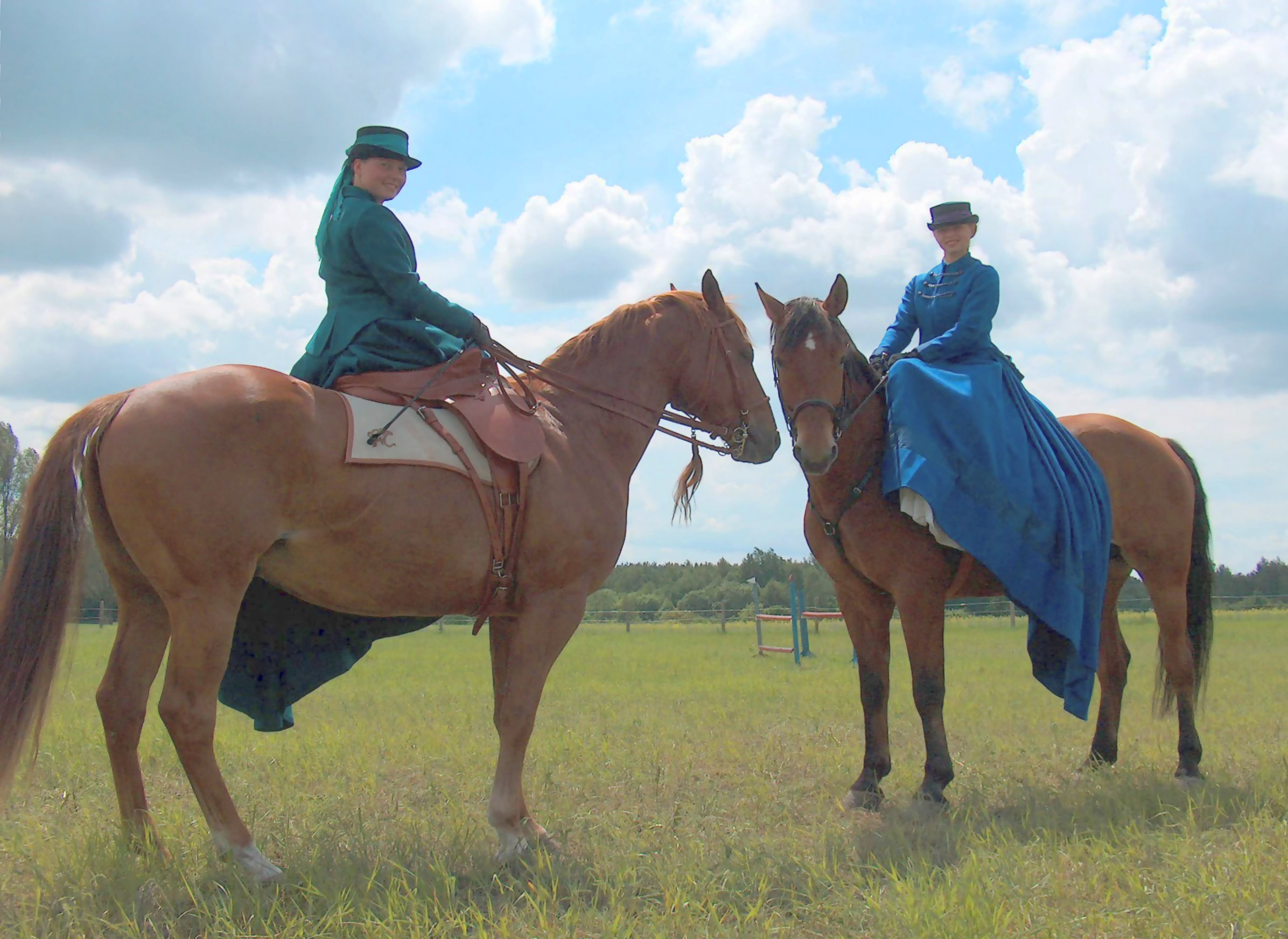
Hur man sitter i damsadel, sett från båda sidorna.